# Великобережецкий сельский совет (Кременецкий район)
Великобережецкий сельский совет (укр. Великобережецька сільська рада) — входит в состав
Кременецкого района
Тернопольской области
Украины.
Административный центр сельского совета находится в 
с. Великие Бережцы.

## Населённые пункты совета
- с. Великие Бережцы
- с. Малые Бережцы
- с. Хотовка
- с. Иква